# Pueblo
No sudoeste dos Estados Unidos, o termo Pueblo refere-se a comunidades de nativos americanos, tanto no presente como nos tempos antigos. Os primeiros conquistadores espanhóis do sudoeste usaram este termo para descrever as comunidades alojadas em estruturas de apartamentos construídas de pedra, barro adobe e outros materiais locais. Essas estruturas eram geralmente edifícios de vários andares em torno de uma praça aberta. Os quartos eram acessíveis apenas através de escadas rebaixadas pelos habitantes, protegendo-os assim de arrombamentos e hóspedes indesejados. Os pueblos maiores eram ocupados por centenas de milhares de índios pueblo. Várias tribos reconhecidas pelo governo tradicionalmente residiam em pueblos de tal projeto.

## Etimologia e uso

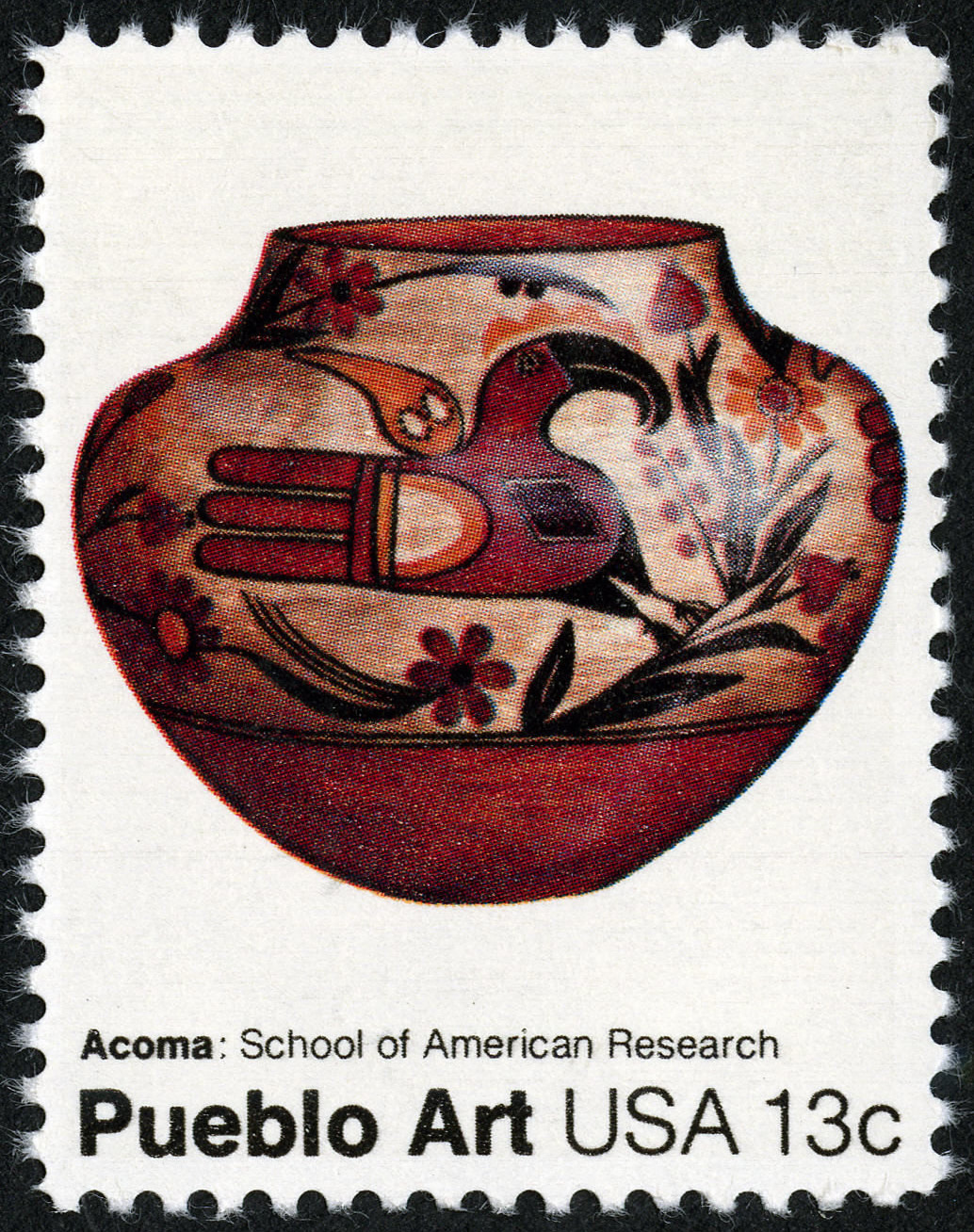
Selo norte-americano de 1977 mostrando um exemplar da cerâmica pueblo

A palavra pueblo é a palavra espanhola para "cidade" ou "aldeia". Ele vem do latim raiz palavra populus, que significa "pessoas". 
Na meseta central espanhola, a unidade de assentamento era e é o pueblo; isto é, a grande aldeia nucleada cercada por seus próprios campos, sem fazendas afastadas, separadas de seus vizinhos por uma distância considerável, às vezes até 15 quilômetros ou mais. As exigências da rotina agrária e a necessidade de defesa, o simples desejo da sociedade humana na vasta solidão de, ditaram que assim fosse. Hoje em dia, o povoado pode ter milhares de pessoas. Sem dúvida, eles eram muito menores no início da Idade Média, mas provavelmente não estaríamos muito errados se pensarmos neles como tendo populações de algumas centenas.
Das comunidades indígenas reconhecidas pelo governo federal no Sudoeste, aquelas designadas pelo Rei da Espanha como pueblo na época em que a Espanha cedeu território para os Estados Unidos, após a Guerra Revolucionária Americana, são legalmente reconhecidas como pueblos pelo Bureau of Indian Affairs. Alguns dos pueblos também estavam sob a jurisdição dos Estados Unidos, segundo seu ponto de vista, por seu tratado com o México, que por um curto período ganhou domínio sobre o território do sudoeste cedido pela Espanha após a independência mexicana. Há 21 pueblos reconhecidos pelo governo que abrigam os índios pueblo. Seus nomes federais oficiais são os seguintes:
| - Pueblo Hopi, Arizona (Uto-Asteca) - Pueblo de Acoma, Novo México (Keresan) - Pueblo de Cochiti, Novo México (Keresan) - Pueblo de Jemez, Novo México (Kiowa-Tanoan) - Pueblo de Isleta, Novo México (Kiowa-Tanoan) - Pueblo de Kewa, Novo México (Keresan) - Pueblo de Laguna, Novo México (Keresan) - Pueblo de Nambe, Novo México (Kiowa-Tanoan) - Pueblo de Ohkay Owingeh, Novo México (Kiowa-Tanoan) - Pueblo de Picuris, Novo México (Kiowa-Tanoan) - Pueblo de Pojoaque, Novo México (Kiowa-Tanoan) - Pueblo de San Felipe, Novo México (Keresan) - Pueblo de San Ildefonso, Novo México (Kiowa-Tanoan) - Pueblo de Sandia, Novo México (Kiowa-Tanoan) - Pueblo de Santa Ana, Novo México (Keresan) - Pueblo de Santa Clara, Novo México (Kiowa-Tanoan) - Pueblo de Taos, Novo México (Kiowa-Tanoan) - Pueblo de Tesuque, Novo México (Kiowa-Tanoan) - Pueblo de Ysleta Del Sur, Texas (Kiowa-Tanoan) - Pueblo de Zia, Novo México (Keresan) - Povo Zuni, Novo México (Zuni) |

## Lugares históricos

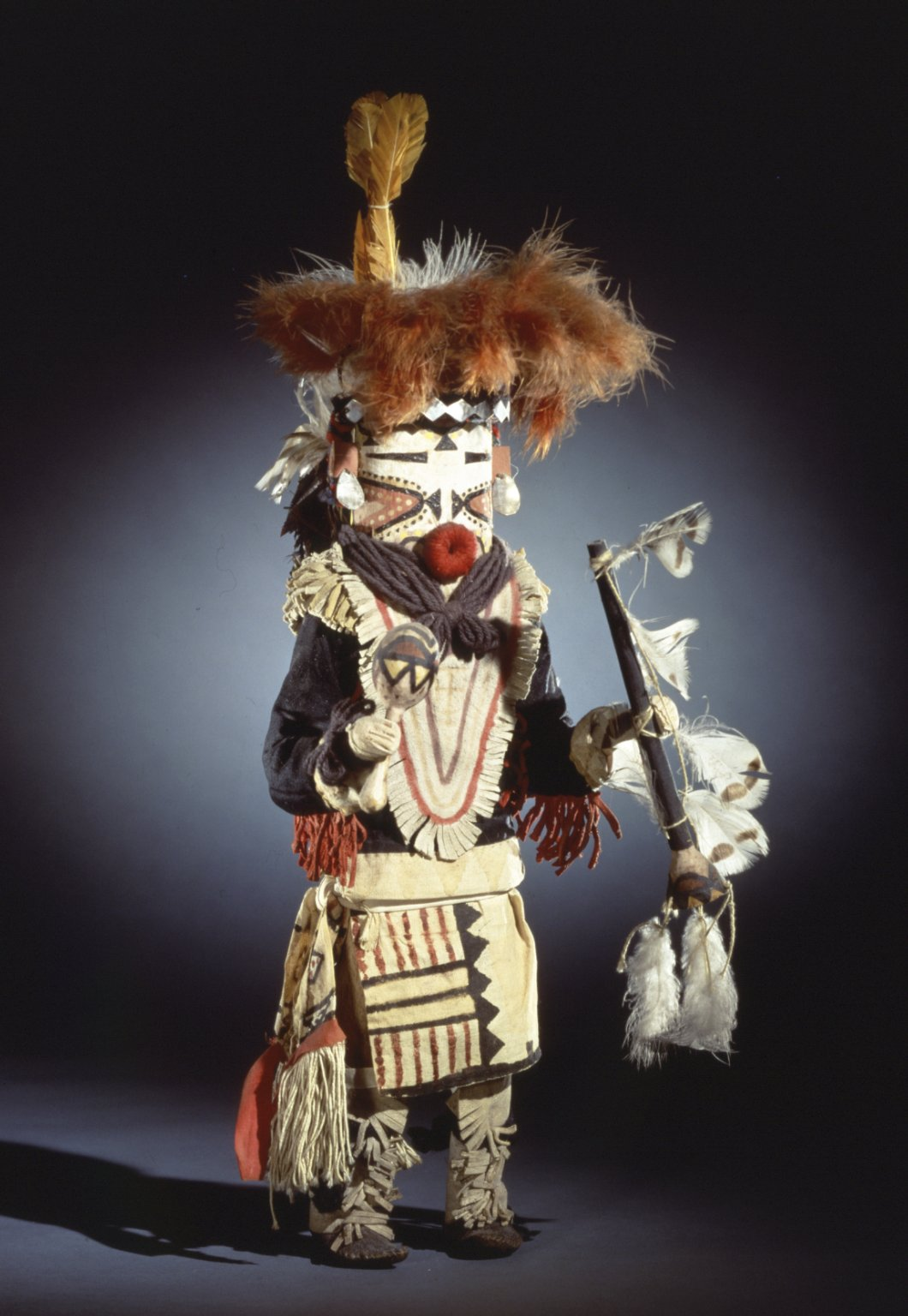
Ela-nós-na (Zuni Pueblo). Boneca Kachina (Paiyatemu), final do século XIX. Museu do Brooklyn

Cidades e aldeias pré-colombianas no sudoeste, como Acoma, estavam localizadas em posições defensáveis, por exemplo, em altas mesas íngremes. Antropólogos e documentos oficiais muitas vezes se referem a antigos moradores da área como culturas pueblo. Por exemplo, o Serviço Nacional de Parques afirma: "As culturas Late Puebloan construíram as grandes aldeias integradas encontradas pelos espanhóis quando começaram a se mudar para a área". As pessoas de alguns pueblos, como Taos Pueblo, ainda habitam edifícios de adobe centenários.
Residentes contemporâneos geralmente mantêm outras casas fora dos pueblos históricos. Adobe e métodos de construção leve semelhantes à adobe agora dominam a arquitetura em muitos pueblos da região, em cidades ou cidades próximas, e em grande parte do sudoeste americano.
Além de pueblos contemporâneos, numerosas ruínas de interesse arqueológico estão localizadas em todo o sudoeste. Alguns são de origem relativamente recente. Outros são de origem pré-histórica, tais como as moradias dos penhascos e outras habitações dos povos antigos Pueblo ou "Anasazi", que surgiu como um povo em torno do século XII a.C. e começou a construir seus pueblos cerca de 750-900.